# Dư Hương Ngưng
Dư Hương Ngưng (tiếng Trung: 余香凝, tiếng Anh: Jennifer Yu Heung-ying, sinh ngày 5 tháng 7 năm 1993) là một nữ diễn viên, người mẫu kiêm ca sĩ người Hồng Kông. Bước chân vào ngành giải trí vào năm 2011 với tư cách là người mẫu, tên tuổi của cô chỉ thật sự biết đến qua vai diễn trong bộ phim điện ảnh đầu tay Sisterhood (2016). Năm 2024, với màn trình diễn xuất sắc trong In Broad Daylight (2023), cô đã giành được giải thưởng điện ảnh Hồng Kông cho Nữ diễn viên chính xuất sắc nhất.

## Đời tư
Ngày 14 tháng 11 năm 2020, Dư Hương Ngưng đã kết hôn với Lục Chính Độ, một người không làm việc trong ngành giải trí. Cô mang bầu vào đêm Giáng sinh cùng năm và hạ sinh cô con gái đầu lòng vào ngày 23 tháng 5 năm 2021. Đến ngày 16 tháng 9 năm 2023, cô hạ sinh con thứ hai.